# زازی میدان
زازی میدان (به لاتین: Zazi Maidan) یک منطقهٔ مسکونی در افغانستان است که در ولسوالی جاجی‌میدان واقع شده‌است. زازی میدان ۱٬۰۲۰ متر بالاتر از سطح دریا واقع شده‌است.